# Cathedral Range
Cathedral Range é uma cordilheira imediatamente a sul das Tuolumne Meadows no Parque Nacional de Yosemite, na Serra Nevada, Califórnia, Estados Unidos.